# Anja Garbarek
Anja Garbarek (Oslo, 24 juli 1970) is een Noorse singer-songwriter en filmmuziekcomponiste.

## Biografie
Als enige kind van saxofonist Jan Garbarek, groeide ze op in de regio Oslo. Ondanks de muzikale omgeving en haar enthousiasme voor muziek, heeft Anja Garbarek nooit een instrument geleerd, maar in plaats daarvan een carrière als actrice geprobeerd. Tijdens haar tijd op een acteerschool zong Anja Garbarek op het podium als onderdeel van een muzikale uitvoering en werd ze ontdekt door vertegenwoordigers van de Noorse platenindustrie. In 1992 verscheen haar debuutalbum Velommen inn en een tournee volgde. In 1997, een jaar na het uitbrengen van haar tweede album Balloon Mood, verhuisde Garbarek naar Londen en tekende ze een contract bij Virgin Records, maar bracht het volgende album Smiling and Waving pas uit in 2001. Daarmee ontving ze de Spellemannprisen in de categorie «Open klasse».
Anja Garbarek trouwde met de Engelse geluidstechnicus John Mallison en werd moeder van een dochter. In 2003 verhuisde ze met haar familie terug naar Noorwegen. In 2004 ontmoette ze de IJslandse muzikant Gísli tijdens een rondleiding door de studio. Enthousiast over zijn muziek begon ze met hem aan een nieuw album te werken. Ze werd ook ondersteund door haar vader. 
In 2005 componeerde ze de soundtrack voor de film Angel-A van Luc Besson. Garbarek becommentarieert de lange pauzes tussen twee publicaties: Denk aan een schilder die een tentoonstelling voorbereidt. U kunt dit proces niet versnellen. Met het maken van een album is dat niet anders.

## Discografie
- 1992: Velkommen inn (RCA Records)
- 1999: Balloon Mood (RCA Records)
- 2001: Smiling and Waving (Virgin Records) met Chris Laurence, Frank Ricotti, Theo Travis, Robert Wyatt, Mark Hollis u. a.
- 2002: Samen met Satyricon op het album Volcano – (zang bij drie songs: Angstridden, Mental Mercury en Black Lava)
- 2005: Filmmusik zu Angel-A van Luc Besson (EMI Records)
- 2006: Briefly Shaking (Virgin Records)
- 2018: The Road is Just a Surface (Drabant Music)

- Bibsys: 98045754
- Bibliothèque nationale de France: cb14180111g (data)
- Gemeinsame Normdatei: 135220858
- International Standard Name Identifier: 0000 0001 1471 8775
- KulturNav: f900640d-2922-4669-bf90-863c5f140af3
- Library of Congress Control Number: no2008162075
- MusicBrainz: 2b8ec839-58bd-4304-82af-17ff693d0c0d
- Nationale Bibliotheek van Tsjechië: xx0170261
- Nationale Bibliotheek van Polen: a0000003428360
- Virtual International Authority File: 46589091
- WorldCat: E39PBJB4hkYYgWt8WkWHQQckjC